# 禽龍足跡
禽龍足跡（學名：Iguanodontipus）是恐龍的痕跡化石，可能屬於鳥腳下目的腳印，主要分布於歐洲。